# 마리오 켐페스
마리오 알베르토 켐페스(스페인어: Mario Alberto Kempes, 1954년 7월 15일 ~ )는 은퇴한 아르헨티나 출신의 축구선수다. 그는 전성기 시절을 발렌시아 CF에서 보냈는데, 그곳에서 투우사 (El Matador)라는 별명이 붙여졌다. 1978년 FIFA 월드컵 우승의 주역이었다. 2004년 3월에는 FIFA 100에 선정되었다.
켐페스는 7살때 유소년 클럽에 들어갔고, 15세때 인스티투토 아틀레티코 센트랄 코르도바의 유소년 클럽에서 활약했다. 그 후 로사리오 센트랄에서 뛰면서 107경기에 나와 86골을 넣어 주목을 받았다. 그는 하드워킹 포워드(Hardworking Forward)라고 불렸는데, 페널티 에리어 바깥쪽에서부터 달려들어와서 공격을 하는, 당시에는 흔하지 않던 공격법을 사용하였다.(당시 중앙공격수는 페널티 에리어 안에서 혼자 활동했다.) 수비수들은 그의 공격법을 제대로 대처해내지 못했었다.
그는 1973년부터 아르헨티나 축구 국가대표팀의 일원으로서 활약했었다. 그는 1978년 FIFA 월드컵의 아르헨티나 선수중 유일하게 외국에서 활약하던 선수였다. 그는 당시 발렌시아 CF에서 뛰고 있었다. 그는 1977시즌과 1978시즌 프리메라리가의 득점왕이었고, 월드컵에서도 그러할 것이라고 판단되었었다. 그러나 그는 1974년 FIFA 월드컵에서 득점을 하지 못했고, 1978년 월드컵의 토너먼트때까지 득점순위에 없었다. 그러나 그는 1978년 FIFA 월드컵 토너먼트에서 아르헨티나는 페루와 폴란드를 연파하면서 결승에 진출하였으며 결승에서도 네덜란드와 연장 혈투끝에 신승을 거두고 우승을 차지했다. 이 과정에서 켐페스 자신도 6골을 넣었고, 그 월드컵의 득점왕이 되었다. 이로써 그에게는 투우사, 야생마 등의 별명이 붙었다.
그는 1981년 리버 플레이트로 이적했고, 1982년 다시 발렌시아로 돌아가 2시즌 동안 활약했다. 1982년 FIFA 월드컵에도 출전했는데 이 당시의 아르헨티나 축구 국가대표팀은 엔트리상으로 지상최강팀이라 해도 과언이 아니였는데 켐페스와 마라도나가 주전으로 뛰고 있었기 때문이였다. 당시 세계 축구계에서는 켐페스와 마라도나 중에 한명만 보유해도 우승후보라 여겨졌는데 아르헨티나는 이 뛰어난 두 명의 선수를 모두 보유하고 있었다. 하지만 막상 아르헨티나 대표팀이 스페인 현지에 도착했을 때 아르헨티나 국내에서 거짓선전하고 있었던 것과는 달리 포클랜드 전쟁이 영국의 승리로 끝났다는 것을 알게 되었고 팀 전체가 너무나 큰 충격을 받은 탓에 이 월드컵기간 내내 울기만 했다. 하지만 디팬딩챔피언답게 엘살바도르를 10-1이라는 기상천외한 점수로 승리한 헝가리를 여유있게 물리쳤으며 엘살바도르에게도 승리를 거머쥐고 2라운드에 손쉽게 진출했으나 하필이면 2라운드에서 조편성이 월드컵 역사상 전무후무한 최고의 죽음의 조였는데 무려 브라질 축구 국가대표팀과 이탈리아 축구 국가대표팀이라는 조편성인 데다가 켐페스와 같이 팀의 기둥인 마라도나가 울분을 못참고 브라질과의 시합 도중 상대선수를 발로 차서 퇴장당하는 바람에 수적 열세로 무너졌고 아르헨티나는 그렇게 탈락했다. 그 후 여러 마이너 팀들에서 뛰다가, 1996년 인도네시아 팀인 펠리타 자야에서 은퇴하였다.
그는 펠리타 자야에서 선수겸 감독으로서 활약했었다. 그는 알바니아 팀인 KS 루쉬냐에서 감독으로 데뷔했는데, 그는 알바니아 축구 역사상 첫 외국인 감독이 되었다. 그러나 그는 1년 후 베네수엘라 팀인 AC 미네로스 데 과야나의 감독이 되었고, 1999년에는 볼리비아의 더 스트롱기스트, 2000년에는 클럽 블루밍의 감독이 되었다. 그는 2000년 클럽 인데펜디엔테 페트롤레로의 감독이 되었으나, 2001년 감독직을 그만두었다.
현재 ESPN의 축구 분석가로 일한다.

## 기타
- 1978년 FIFA 월드컵당시 아르헨티나 축구 국가대표팀의 감독이였던 세사르 루이스 메노티는 아르헨티나 축구 국가대표팀의 엔트리에 디에고 마라도나를 제외시키면서 마라도나? 없어도 돼! 우리에겐 마라도나 대신 켐페스가 있으니까 상관없다.라고 말했다.
- 마리오 켐페스는 1978년 FIFA 월드컵에서 우승을 일구어냈으며 디에고 마라도나 역시 1986년 FIFA 월드컵에서 우승을 일구어 냈으나 정작 이 마리오 캠페스와 디에고 마라도나가 아르헨티나 축구 국가대표팀에 동반 포함되어 출전한 1982년 FIFA 월드컵에서는 1라운드만 겨우 통과하고 2라운드에서 탈락했다.

## 수상

#### 발렌시아
- 국왕컵 : 1978-79
- 유로피언컵 위너스컵 : 1979-80
- UEFA 슈퍼컵 : 1980

#### 리버 플레이트
- 프리메라 디비시온 : 1981

#### 아르헨티나
- FIFA 월드컵 : 1978

### 개인
- 프리메라 디비시온 득점왕 : 1974, 1976
- 라리가 득점왕 : 1976-77, 1977-78
- FIFA 월드컵 골든볼 : 1978
- FIFA 월드컵 득점왕 : 1978
- 남아메리카 올해의 선수 : 1978
- 옹즈도르 : 1978
- 올림피아 드 프라타 : 1978
- UEFA컵 위너스컵 득점왕 : 1979-80
- 20세기 남아메리카 선수 23위 : 2006
- AFA 아르헨티나 역대 베스트 : 2015
- 에스타디오 마리오 켐페스 스타디움 명명 : 2010
- 골든풋 : 2007
- FIFA 100 : 2004